# Pterynotus
Genre
Synonymes
- genre Marchia Jousseaume, 1880[2]
- sous-genre Murex (Pteronotus)[2]
- sous-genre Murex (Pterynotus)[2]
- genre Pteronotus Swainson, 1833[2]
- genre Pterymarchia Houart, 1995[2]
- genre Pterymurex Rovereto, 1899[2]
- sous-genre Pterynotus (Pterymarchia) Houart, 1995[2]
- sous-genre Pterynotus (Pterynotus) Swainson, 1833[2]

Pterynotus est un genre de mollusques gastéropodes de la famille des Muricidae.

## Liste d'espèces
Selon World Register of Marine Species (8 décembre 2018) :
- Pterynotus alatus (Röding, 1798)
- Pterynotus albobrunneus Bertsch & D'Attilio, 1980
- Pterynotus aparrii D'Attilio & Bertsch, 1980
- Pterynotus barclayanus (H. Adams, 1873)
- Pterynotus bibbeyi (Radwin & D'Attilio, 1976)
- Pterynotus bipinnatus (Reeve, 1845)
- Pterynotus bouteti Houart, 1990
- Pterynotus elaticus (Houart, 2000)
- Pterynotus elongatus (Lightfoot, 1786)
- Pterynotus laurae Houart, 1997
- Pterynotus martinetanus (Röding, 1798)
- Pterynotus patagiatus (Hedley, 1912)
- Pterynotus pellucidus (Reeve, 1845)
- Pterynotus tripterus (Born, 1778)

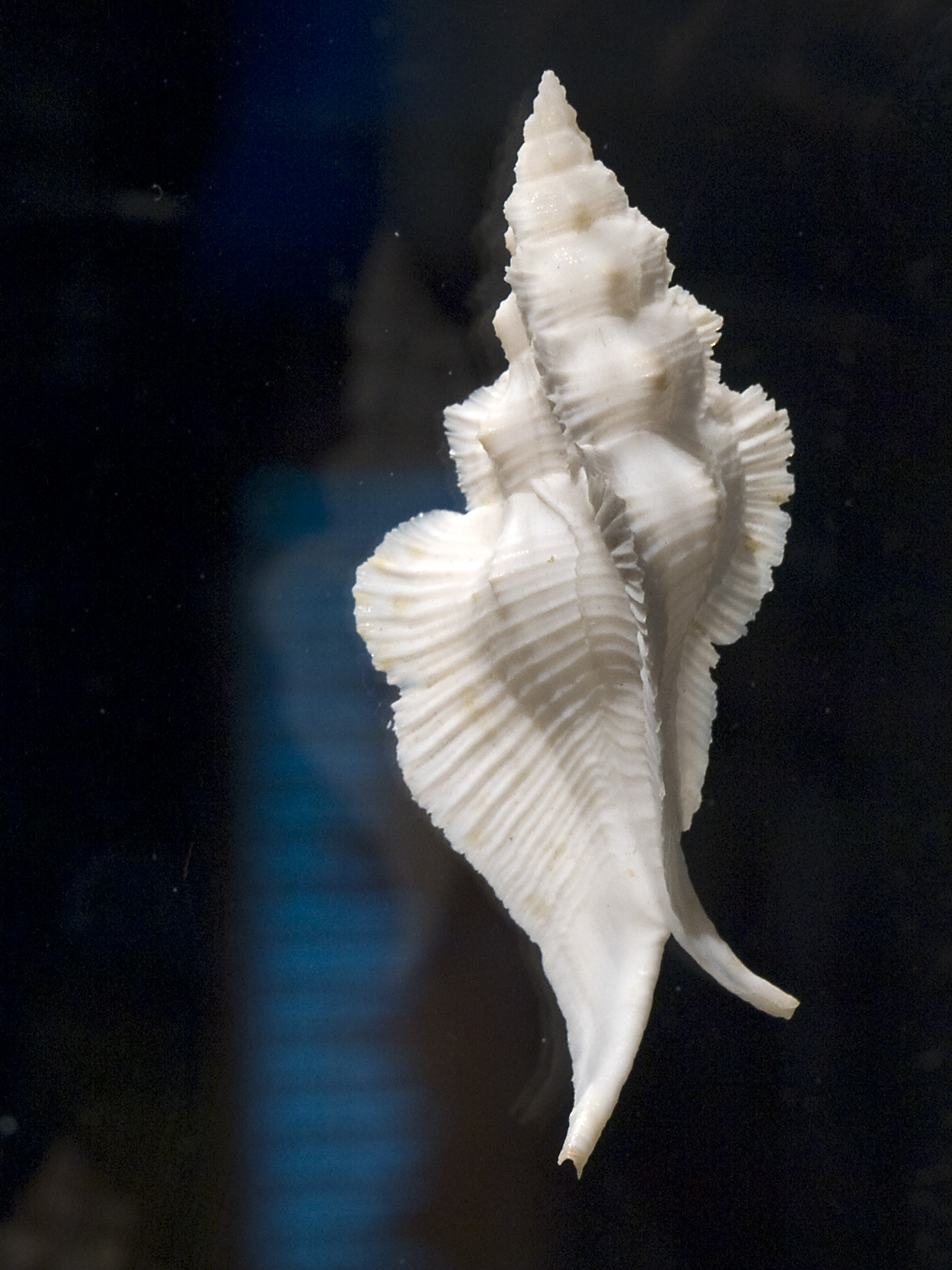
Pterynotus pinnatus
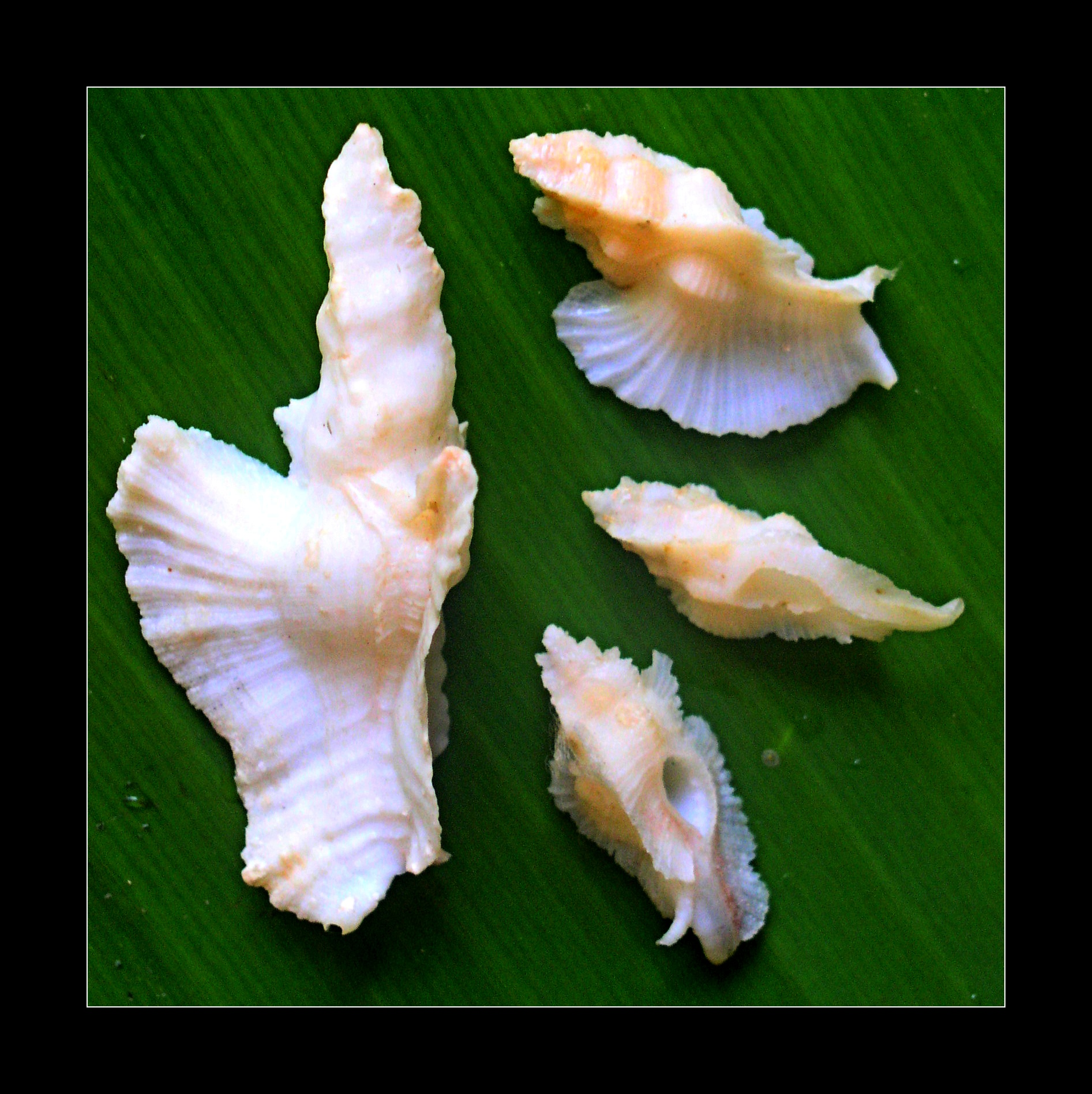
Pterynotus elongatus
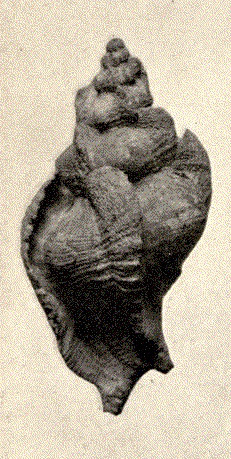
Pterynotus festivus
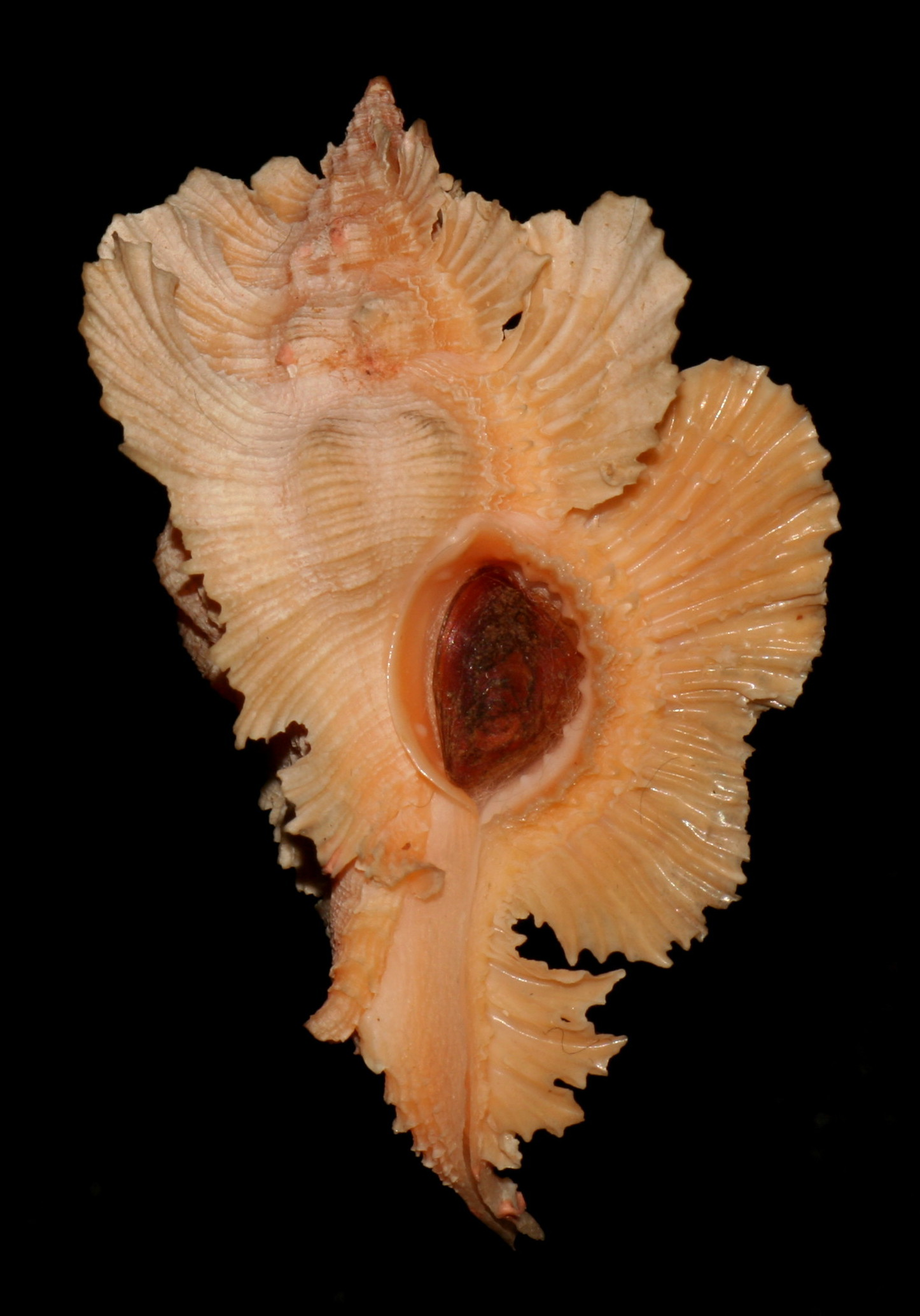
Pterynotus loebbeckei